# Lipotriches collaris
Lipotriches collaris är en biart som först beskrevs av Joseph Vachal 1903.  Lipotriches collaris ingår i släktet Lipotriches och familjen vägbin. Inga underarter finns listade i Catalogue of Life.